# Camponotus tonkinus
Camponotus tonkinus is een mierensoort uit de onderfamilie van de schubmieren (Formicinae). De wetenschappelijke naam van de soort is voor het eerst geldig gepubliceerd in 1925 door Santschi.